# We, too, have a Job to Do
We, too, have a Job to Do, em português: Nós, também, temos um trabalho a fazer, é uma pintura de Norman Rockwell, que retrata um escoteiro com seu uniforme em pé na frente de uma bandeira americana em ondulação. Ela foi originalmente criada por Rockwell para o calendário de "Brown & Bigelow Boy Scout" de 1944. O modelo, Bob Hamilton, venceu um concurso para a pintura e entregou pessoalmente uma cópia para Henry A. Wallace, vice-presidente dos Estados Unidos na época.

## Criação
A pintura foi criada para incentivar os garotos a participar do esforço de guerra durante a Segunda Guerra Mundial. O nome da pintura, "We, too, have a Job to Do", vem de um slogan que os Boy Scouts of America usavam para reunir olheiros para apoiar as tropas através da recolha de metal e plantação de jardins de vitória em 1942.

## Descrição
A pintura retrata um escoteiro fazendo a saudação dos escoteiros; atrás dele tem uma bandeira americana ondulando em uma brisa invisível. O rosto do escoteira é solene, mas ainda confiante. Seus olhos castanhos, covinha no queixo e rosto idealizado se destaca para o telespectador. O uniforme do modelo é perfeito com um chapéu de campanha em sua cabeça mostrando que ele é um caçador de Primeira Classe e cabo-chefe sobre seu ombro direito. Uma mochila paira sobre seu ombro esquerdo.

## Significado
A pintura representa a ideia de que sempre há trabalho a ser feito no bairro de um escoteiro e que é dever dele fazê-lo.